# Peter Forster (Genetiker)

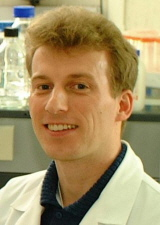
Peter Forster

Peter Forster (* 27. Juni 1967 in London) ist ein deutsch-britischer Genetiker und erforscht den Ursprung und die genetische Vorgeschichte des Menschen. Er beschäftigt sich neben der Archäogenetik unter anderem mit der Rekonstruktion und Verbreitung von Ursprachen sowie der forensischen Genetik.

## Biografie
Forster studierte Chemie an der Christian-Albrechts-Universität zu Kiel und der Universität Hamburg. Am Heinrich-Pette-Institut für Virologie und Immunologie in Hamburg spezialisierte er sich auf Genetik und promovierte im Jahr 1997 auf dem Gebiet der Biologie über das Thema Dispersal and differentiation of modern homo sapiens analysed with mitochondrial DNA. Nach seiner Forschung am Institut für Rechtsmedizin der Westfälischen Wilhelms-Universität in Münster wurde er zum Research Fellow am McDonald Institute for Archaeological Research in Cambridge ernannt. Seit 1999 ist Forster Fellow am Murray Edwards College an der University of Cambridge, Herausgeber des International Journal of Legal Medicine und Direktor von Roots for Real. Seit 2009 ist Forster Forschungs-Leiter am Institut für Forensische Genetik, Münster. Er ist seit 2012 Mitglied der Deutschen Akademie der Naturforscher Leopoldina. Im Januar 2016 ernannte die Royal Society of Biology ihn zum Fellow.

## Forschungsresultate
Der moderne Mensch entstand laut Allan Wilson vor 200.000 Jahren in Afrika. Peter Forster entdeckte darüber hinaus anhand moderner und fossiler DNA, dass es nur eine einzige erfolgreiche Auswanderung aus Afrika heraus gab, die Forster auf 60.000 Jahre datiert. Die Größe dieser Auswanderergruppe berechnete er auf weniger als 200 Menschen. Deren Nachfahren wanderten im Schnitt etwa 200 bis 1.000 Meter pro Jahr und erreichten Europa und Australien vor mehr als 40.000 Jahren, Amerika vor etwa 20.000 Jahren. Aufgrund der sehr kleinen Gründerzahlen und der nachfolgenden Isolation auf den Kontinenten sind die heutigen Merkmalsunterschiede entstanden, die man früher in „Menschenrassen“ zusammenfasste.
An den geographischen DNA-Mustern entdeckte Forster, dass die heutigen Sprachgebiete auf allen Kontinenten vor allem durch die vorgeschichtliche Ausbreitung von kulturell oder militärisch dominanten Männern entstanden sind, deren neue Sprachen offensichtlich von den ansässigen Frauen bevorzugt und an die Kinder weitergereicht wurden. Somit besteht heute ein statistischer Zusammenhang zwischen der Sprache und den Y-Chromosomen der heutigen Männer, aber kein solcher Zusammenhang mit der mtDNA der heutigen Frauen.
Forster hat seinen statistischen Evolutionsansatz auch auf Sprachen erprobt, und dabei berechnet, dass die keltischen Sprachen sich in der Bronzezeit ab 3000 vor Christus ausbreiteten, und die germanischen Sprachen in der Eisenzeit nach 600 vor Christus, und zwar bis nach Britannien.
Um diese Ergebnisse zu erzielen, hat Forster fehlerbereinigte DNA- und Sprachdatenbanken erstellt, und mit seinen Kollegen die phylogenetische Netzwerkanalysis von mitochondrialer DNA, Y-chromosomaler DNA, und linguistischen Daten, sowie das Konzept der mtDNA- und Y-chromosomalen „Uhr“ zur Anwendungsreife gebracht.
Als weitere praktische Anwendungen entwickelte er DNA-Abstammungstests, geographische Herkunftstests und Verwandtschaftsgutachten für die Genealogie, Familienforschung und Gerichtsmedizin.

### Coronavirusforschung
Anfang April 2020 veröffentlichten Peter Forster und seine Koautoren Lucy Forster (National Health Service), Michael Forster (Universität Kiel) und Colin Renfrew (Universität Cambridge) eine Genomanalyse zur frühen Ausbreitung des SARS-CoV-2 Virus im Menschen. Sie identifizierten drei Virentypen A, B und C, wobei Typ A laut Vergleich mit einem Fledermauscoronavirus als Ursprungstyp erscheint, der zwischen Mitte September und Anfang Dezember 2019 begann, sich erfolgreich in China im Menschen auszubreiten. Ein besonderes Augenmerk richteten sie auf Typ B, der außerhalb Asiens offenbar beschleunigt mutierte und dessen Untertyp B-614 sich bis April 2020 als dominanter Virustyp rasant weltweit durchgesetzt hat.
Es gab auch methodische Kritik in zwei Leserbriefen, jedoch erwiderten Forster und Koautoren, dass die Kritiker sich verlesen hatten in Bezug auf die A-, B- und C-Mutationen und in Bezug auf die angewandte phylogenetische Netzwerkmethode.

## Schriften
- Peter Forster: Necessary Brain? In: Nature. 375, 1995, S. 444.
- The Y Chromosome Consortium: A nomenclature system for the tree of human Y-chromosomal binary haplogroups. In: Genome Res. 12, 2002, S. 339–348.
- L. Forster, Peter Forster, S. Lutz-Bonengel, H. Willkomm, B. Brinkmann: Natural radioactivity and human mitochondrial DNA mutations. In: Proc Natl Acad Sci USA. 2002.
- Peter Forster: Ice Ages and the mitochondrial DNA chronology of human dispersals: a review. In: Phil Trans R Soc Lond B. 359, 2004, S. 255–264.
- Peter Forster, C. Renfrew: Phylogenetic Methods and the Prehistory of Languages. McDonald Institute Press, University of Cambridge, 2006, ISBN 1-902937-33-3.
- S. Matsumura, Peter Forster: Generation time and effective population size in Polar Eskimos. In: Proc R Soc B. 275, 2008, S. 1501–1508.
- Peter Forster, C. Renfrew: Mother Tongue and Y Chromosomes. In: Science. 333, 2011, S. 1390–1391.
- Peter Forster, C. Hohoff, B. Dunkelmann, M. Schuerenkamp, H. Pfeiffer, F. Neuhuber, B. Brinkmann „Elevated germline mutation rate in teenage fathers.“ In: „Proc Biol Sci“ 282, 2015: 2014289.